# カペーナ
カペーナ（伊: Capena）は、イタリア共和国ラツィオ州ローマ県にある、人口約11,000人の基礎自治体（コムーネ）。

## 地理

### 位置・広がり
ローマ県北部のコムーネ。

#### 隣接コムーネ
隣接するコムーネは以下の通り。
- カステルヌオーヴォ・ディ・ポルト
- チヴィテッラ・サン・パオロ
- フィアーノ・ロマーノ
- モンテリブレッティ
- モンテロトンド
- モルルーポ
- リニャーノ・フラミーニオ

### 気候分類・地震分類
カペーナにおけるイタリアの気候分類 (it) および度日は、zona D, 1747 GGである。
また、イタリアの地震リスク階級 (it) では、zona 2B (sismicità media) に分類される。

## 行政

### 分離集落
カペーナには、以下の分離集落（フラツィオーネ）がある。
- Scorano, Santa Marta, Colle del Fagiano, Rosetole, Selvotta, Pastinacci, Fioretta (Traversa del Grillo)